# امرسال
امرسال (به آلمانی: Ammerthal) یک شهر در آلمان است که در بایرن واقع شده‌است.

## خصوصیات
امرسال ۸٫۱۴ کیلومترمربع مساحت دارد ۴۳۰ متر بالاتر از سطح دریا واقع شده‌است.